# Hugo Strange
Hugo Strange er en superskurk, der optræder i amerikanske tegneserier, der bliver udgivet af DC Comics, normalt som en af superhelten Batmans modstandere. Karakteren er en af Batmans første tilbagevendende fjender, og han er også en af de første til at opdage hans hemmelige identitet. Karakteren optræder første gang i Detective Comics #36 (februar 1940).
Hugo Strange har optrædt i forskellige former i andre medier, inklusive animation, computerspil og tv-serien Gotham, hvor han blive spillet af BD Wong.